# Laquette (rivière)
La Laquette est une rivière française du département du Pas-de-Calais et un affluent de la Lys, donc un sous-affluent de l'Escaut.

## Géographie
Elle prend sa source à Groeuppe (Bomy) dans le Pas-de-Calais, passe à Beaumetz-lès-Aire, Erny-Saint-Julien, Enquin-les-Mines, Estrée-Blanche, Liettres, Quernes, Witternesse et se jette dans la Lys au niveau d'Aire-sur-la-Lys après un parcours de 23,4 kilomètres.

## Affluent
La Laquette a deux affluents principaux : le ruisseau du Surgeon (9,4 km) et le ruisseau du Mardyck.

## Hydrologie

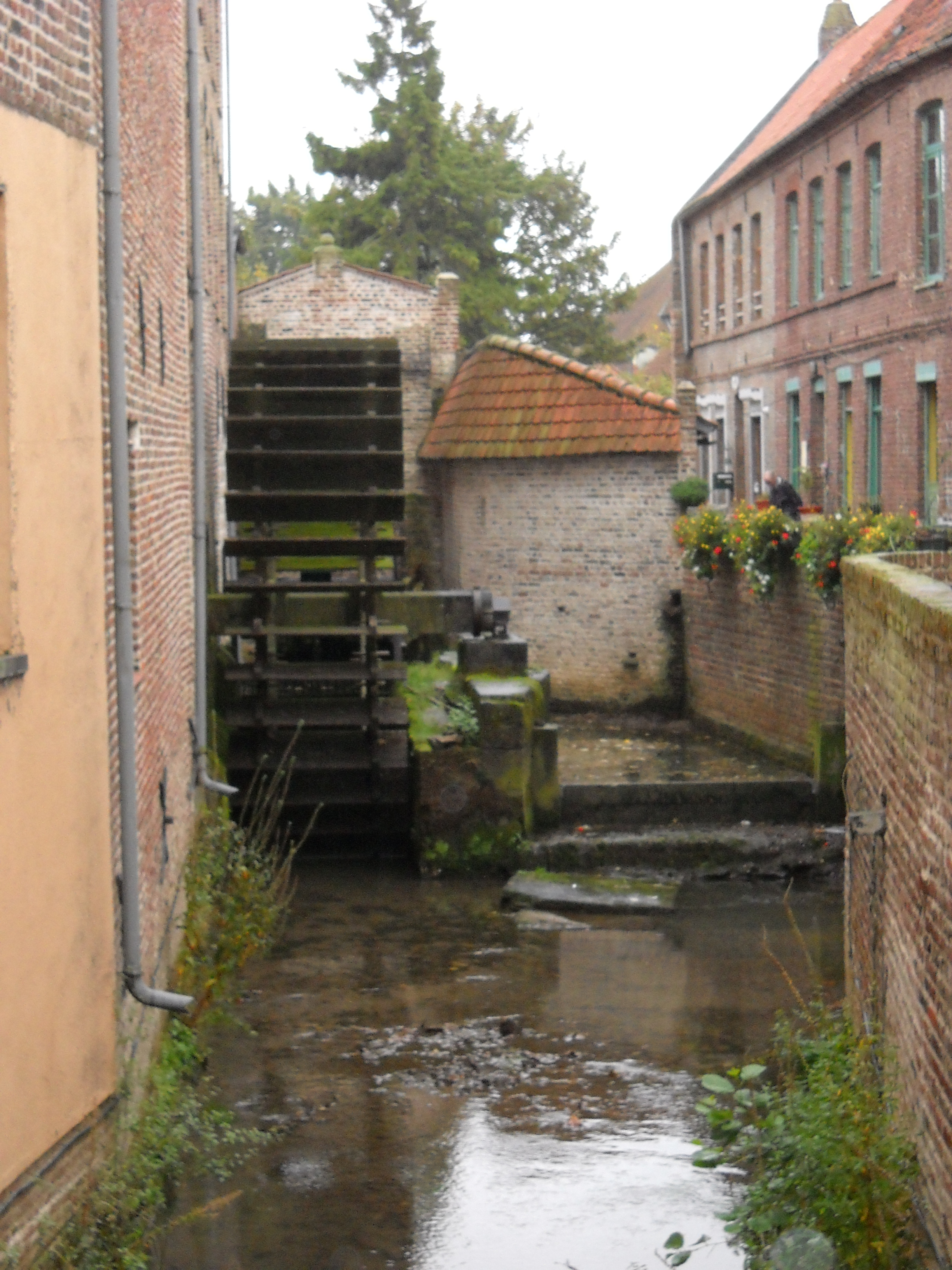
La Laquette à Aire-sur-la-Lys.

Le débit de la Laquette a été observé pendant une période de 28 ans (1981-2009), à Witternesse. Le bassin versant du cours d'eau est de 86 km2.
Son débit moyen interannuel que l'on appelle aussi module est de 0,551 m3/s.
La Laquette présente des fluctuations de débits assez faibles. Les hautes eaux se déroulent de la fin de l'automne jusqu'à la fin du printemps, et portent le débit moyen à un niveau qui peut monter de 0.594 à 0,891 m3/s, de décembre à mai inclus (avec un pic en janvier) ; les basses eaux ont lieu de juin à novembre inclus, la baisse du débit moyen peut aller jusqu'à 0,225 m3/s au mois de septembre.
Aux étiages, Le VCN3 peut chuter jusqu'à 0,055 m3/s soit 55 litres par seconde.
Les crues de la Laquette peuvent être importantes. Le QIX 2 est de 4,3 m3/s tandis que le QIX 5 à 7,1 m3/s. Le QIX 10 vaut 8,9 m3/s tandis que le QIX 20 se monte à 11 m3/s.
Le débit instantané maximal a été enregistré le 4 juillet 2005 et était de 12,4 m3/s, tandis que le débit journalier maximal a été enregistré le même jour et était de 8,07 m3/s. On constate donc que le 4 juillet 2005, la crue était vicennale.
La lame d'eau écoulée dans le bassin de la Laquette se monte à 202 millimètres annuellement, ce qui est inférieur à la moyenne d'ensemble de la France. Le débit spécifique (Qsp) est de 6,4 litres par seconde et par kilomètre carré de bassin.